# Lundazi
Lundazi – miasto w Zambii, w Prowincji Wschodniej. Według danych szacunkowych na rok 2010 liczy 15.966 mieszkańców.